# Sciara cameronensis
Sciara cameronensis är en tvåvingeart som beskrevs av Edwards 1928. Sciara cameronensis ingår i släktet Sciara och familjen sorgmyggor. Inga underarter finns listade i Catalogue of Life.